# Nizami (ort i Azerbajdzjan, Goranboj)
Nizami är en ort i Azerbajdzjan.   Den ligger i distriktet Goranboj, i den centrala delen av landet, 290 km väster om huvudstaden Baku. Nizami ligger 343 meter över havet och antalet invånare är 1 430.
Terrängen runt Nizami är platt åt nordost, men åt sydväst är den kuperad. Runt Nizami är det ganska tätbefolkat, med 70 invånare per kvadratkilometer.. Närmaste större samhälle är Ganja, 13,9 km väster om Nizami.
Trakten runt Nizami består till största delen av jordbruksmark.